# Sonderhamer Weiher
Der Sonderhamer Weiher ist ein künstlicher See bei Sonderham im oberbayerischen Landkreis Bad Tölz-Wolfratshausen. Genauso wie im nachfolgenden Degerndorfer Weiher, wird im Sonderhamer Weiher der Lüßbach aufgestaut. Er wird, wie auch der Degerndorfer Weiher, vom Fischereiverein Ammerland bewirtschaftet.